# Erupção de Tenmei
A Erupção Tenmei (em japonês: 天明大噴火, Tenmei daifunka) foi uma grande erupção do Monte Asama que ocorreu em 1783 (Tenmei 3). Esta erupção foi uma das causas da Fome de Tenmei. Estima-se que cerca de 1 500–1 624 pessoas foram mortas na erupção. O evento é conhecido em japonês como A Queima de Asama em Tenmei (天明の浅間焼け, Tenmei no Asamayake).

## Contexto
O Japão está situado ao longo de uma zona de convergência entre pelo menos quatro placas tectônicas principais e menores. A Placa do Mar das Filipinas mergulha sob a Placa Amúria e Placa de Okinawa ao longo da Fossa de Nankai e Fossa de Ryukyu no sul do Japão. No norte do Japão, a Placa do Pacífico subduz sob a Placa de Okhotsk, parte da maior Placa Norte-Americana, ao longo das fossas do Japão e Curilas. O processo de subducção está relacionado à produção de vulcões no Japão, pois a placa oceânica descendente sofre desidratação em profundidades de aproximadamente 90 a 100 km sob a placa sobrejacente. A água na estrutura de minerais hidratados interage com o manto superior, diminuindo seu ponto de fusão. À medida que o manto começa a derreter, sua densidade diminui e sobe através da crosta superior, formando uma abertura vulcânica.

## Erupção de 1783 do Monte Asama

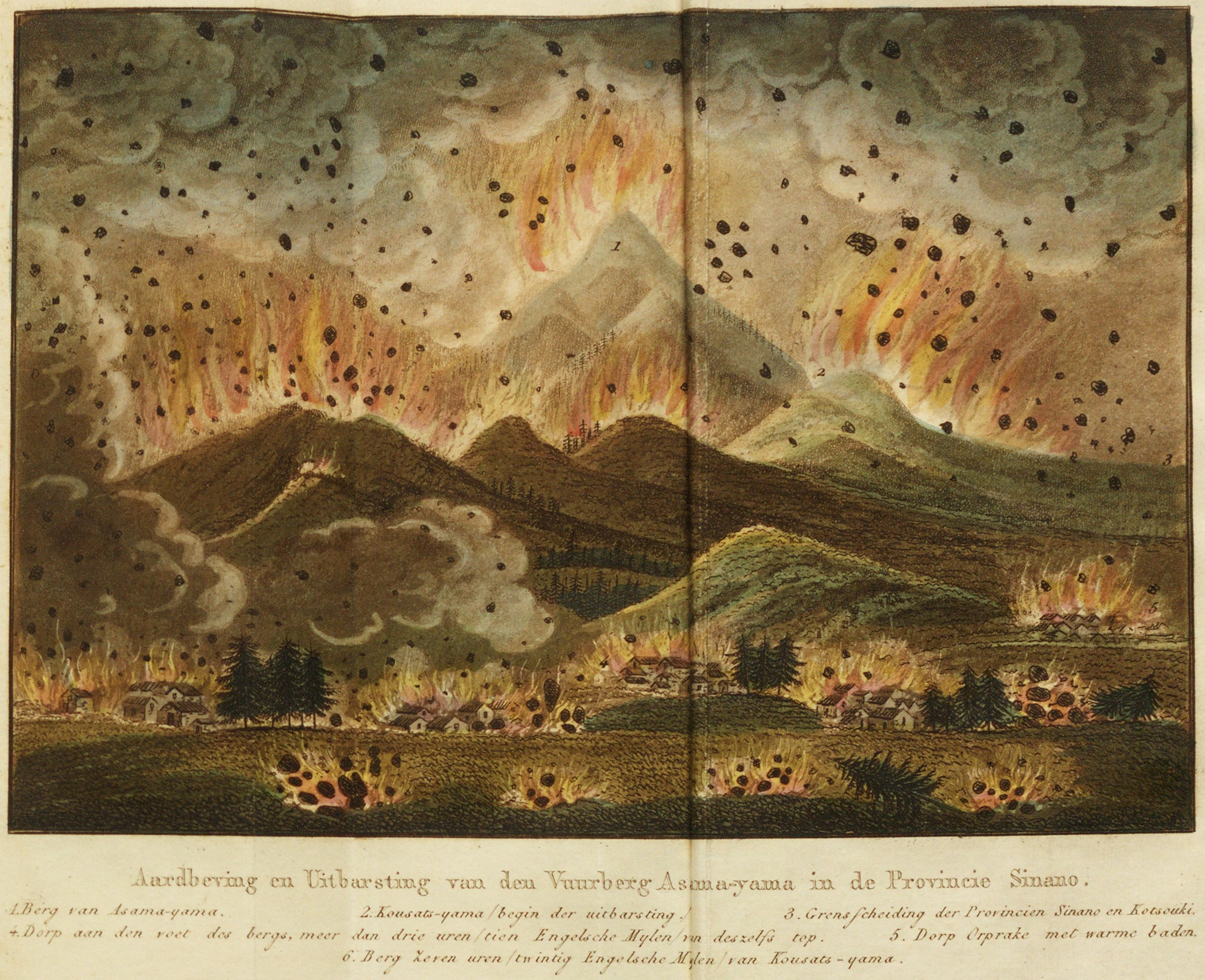
Bijzonderheden over Japan (1824). Ilustração da erupção do Monte Asama.

O Monte Asama entrou em erupção em 1783, causando danos generalizados. A erupção pliniana de três meses que começou em 9 de maio de 1783, produziu quedas de pomes andesíticas, fluxos piroclásticos, fluxos de lava e aumentou o cone. A erupção climática começou em 4 de agosto e durou 15 horas, e continha quedas de pomes e fluxos piroclásticos. As características complexas desta erupção são explicadas por depósitos rápidos de cinzas piroclásticas grossas perto da abertura e os subsequentes fluxos de lava; e estes eventos que foram acompanhados por uma alta pluma de erupção que gerou mais injeções de pomes no ar.

O relato do diplomata holandês Isaac Titsingh sobre a erupção do Asama-Yama foi publicado postumamente em francês em Paris em 1820; e uma tradução em inglês foi publicada em Londres em 1822. Estes livros foram baseados em fontes japonesas, e o trabalho representou o primeiro do seu tipo a ser divulgado na Europa e no Ocidente.

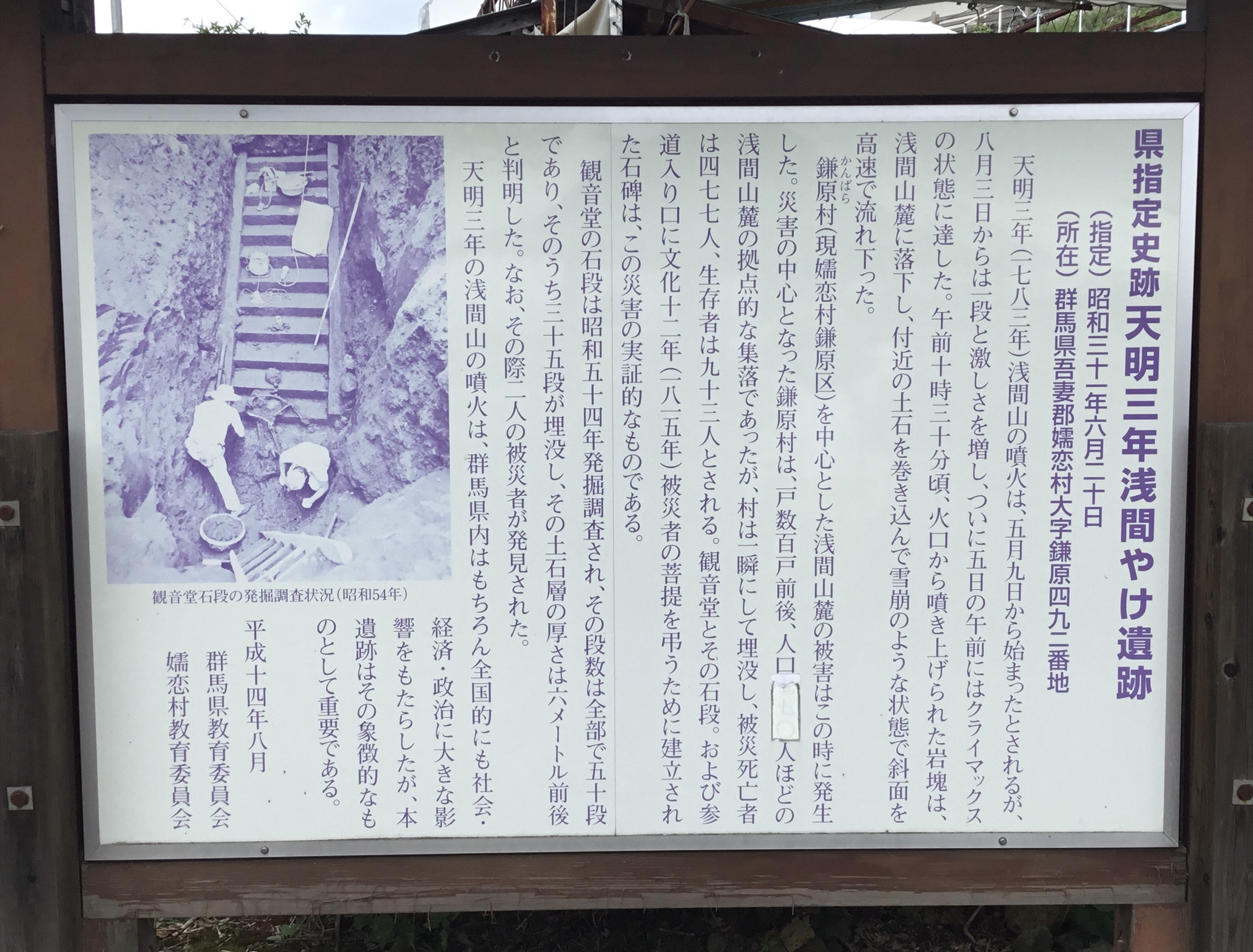
Kanbara.

A devastação do vulcão exacerbou o que já era conhecido como a "Fome de Tenmei". Muito da terra agricolamente produtiva nas províncias de Shinano e Kōzuke permaneceria em pousio ou subproduzindo pelos próximos quatro ou cinco anos. Os efeitos desta erupção foram agravados porque, após anos de fome quase ou real, nem as autoridades nem o povo tinham reservas restantes. A erupção de 4 de agosto matou até 1 400 pessoas, com mais 20 000 mortes adicionais causadas pela fome.
Devido à erupção Tenmei, um fluxo de lava chamado "Onioshidashi" fluiu ao longo da encosta norte do Monte Asama. Agora, é conhecido como um destino turístico.

## Tragédia de Kanbara
A área mais gravemente danificada pela erupção Tenmei foi Kanbara (agora Tsumagoi, Prefeitura de Gunma). Kanbara foi destruída por avalanche devido à erupção e 477 pessoas foram mortas. Por causa disso, Kanbara também é chamada de "Pompeia do Japão".